# Sigismondo d'India
Sigismondo d'India (Palermo, 1582 circa – Modena, 19 aprile 1629) è stato un compositore italiano che operò fra il tardo Rinascimento  e il primo barocco.
Egli fu un considerevole compositore, contemporaneo a Claudio Monteverdi. Scrisse musiche di vario genere molto apprezzate al suo tempo.

## Biografia
Nacque probabilmente a Palermo nel 1582, ma i dettagli sulla sua vita sono sconosciuti fino a circa il 1600.
Non si conosce nulla della sua prima formazione musicale tranne ciò che lui stesso scrive nella prefazione alle Musiche, 1609: "...insino dalla fanciullezza mi procurai di conversare con huomini intelligenti della Musica, et da suoi dotti discorsi imparare ciò, che desideravo sapere sì del comporre a più voci, come del cantar solo.".
Durante il primo decennio del Seicento, egli viaggiò per l'Italia in lungo e in largo, incontrando altri compositori, acquisendo i favori dei principi alle cui corti si presentava e assorbendo gli stili musicali degli artisti che incontrava. Il suo fu un periodo di transizione nella storia della musica; lo stile polifonico del tardo Rinascimento dava luogo alla monodia del primo barocco.
Sigismondo d'India acquisì in maniera molto efficace le novità stilistiche trovate in giro per l'Italia: gli espressivi madrigali di Luca Marenzio, le grandi opere polifoniche della Scuola veneziana, la polifonia conservatrice della Scuola romana, il tentativo di recuperare la musica della classicità greca con la monodia e lo sviluppo della nuova forma musicale che sfocerà nell'opera lirica. È noto che egli fu a Firenze, dove nacque la prima opera lirica, e quindi a Mantova dove operava Claudio Monteverdi. Nel 1610 fu anche a Napoli, a Parma e a Piacenza. Nel 1611 fu invitato a Torino alla corte del Duca di Savoia dove rimase fino al 1623. Questo fu il periodo più importante della sua carriera di compositore, in cui mise in atto tutto quanto aveva appreso nel suo girovagare dal 1600 al 1610.
Lasciata Torino, apparentemente a causa di intrighi politici, andò a Modena e quindi a Roma; sembra comunque che sia morto a Modena, stando all'indicazione di un documento ritrovato in questa città indirizzato agli "Heredi del Sig. Cavaliero d'India" suggerisce il giorno 19 aprile 1629 come termine ante quem per la data di morte.
Esistono anche notizie circa un invito da parte di Massimiliano I in Baviera ma probabilmente Sigismondo d'India morì prima di potervisi recare.

## Opere
Sigismondo d'India si cimentò in tutte le forme musicali in voga al suo tempo, quali monodie, madrigali e mottetti.
Le sue monodie, la maggior parte delle sue opere, erano di diverso tipo: arie, lamentazioni, madrigali in stile monodico e altri ancora.
La musica di d'India è stilisticamente simile a quella di Monteverdi dello stesso periodo: cromatismi espressivi, dissonanze risolte in maniera insolita e un profondo senso drammatico. Alcune lunghe monodie assomigliano a scene d'opera, anche se d'India non scrisse mai qualcosa che potesse chiamarsi opera.
Alcuni lavori della sua ultima produzione hanno la caratteristica di assommare in essi quasi tutti gli stili, dei più famosi compositori italiani, in un solo pezzo.
Nella prefazione alle citate Le musiche da cantar solo... (Milano 1609) Sigismondo d'India, prende le distanze da quegli autori che creavano composizioni monotone e afferma: "...ritrovai che si poteva comporre nella vera maniera con intervalli non ordinarij, passando con più novità possibili da una consonanza all'altra, secondo la varietà de i sensi delle parole, et che per questo mezo i canti havrebbono maggior affetto, et maggior forza nel mover gli affetti dell'animo di quello, c'havessero potuto operare, se fossero tutte state composte ad un modo con ordinarij movimenti..."

## Opere pubblicate

### Drammi in musica
- La Zalizura dramma in musica testo di Filippo San Martino di Agliè (Torino 1611-1612 o 1618 o 1623)
- La caccia favola pastorale (Torino 1620)

### Madrigali
- Primo libro de' madrigali a 5 voci (Milano 1606)
- Secondo libro de' madrigali a 5 voci (Venezia 1611)
- Terzo libro de' madrigali a 5 voci con il suo basso continuato (Venezia 1615)
- Quarto libro de' madrigali a 5 voci (Venezia 1616)
- Quinto libro de' madrigali a 5 voci (Venezia 1616)
- ? Del Sesto libro de' madrigali a 5 voci ? non è stata trovata voce in diversi cataloghi, si può considerare forse perduto.
- Settimo libro de' madrigali a 5 voci (Roma 1624)
- Ottavo libro de' madrigali a 5 voci con basso contuinuo (Roma 1624)

### Composizioni vocali
- Villanelle alla napoletana a 3 voci libro I (Napoli 1608)
- Le musiche da cantar solo nel clavicordo, chitarrone, arpa doppia (Milano 1609)
- Secondo libro delle villanelle alla napolitana a 3-4 voci (Napoli 1612)
- Le musiche a 2 voci (Milano 1615)
- Le musiche...Libro III a 1 e 2 voci (Milano 1618)
- Le musiche e balli a 4 voci con basso continuo (Venezia 1621)
- Le musiche a 1 et 2 voci libro IV (Venezia 1621)
- Le musiche a 1 voce Libro V (Venezia 1623)

### Composizioni sacre
- S. Eustachio dramma sacro, libretto di Filippo San Martino di Agliè (Roma 1625)
- Liber secundus sacrorum concentuum 3-4 voci (Venezia 1610)
- Liber primus motectorum a 4 voci col basso seguente (Venezia 1627)
- La Missa Dominae clamavi ad Te 1626 (in manoscritto)

Inoltre vi sono 66 mottetti in raccolte.

## Discografia
- Libro Primo de Madrigali 1606, La Venexiana, Glossa GCD 920908
- Il Terzo Libro de Madrigali, La Venexiana, Glossa GCD 920903
- Madrigali, Arie e Balletti, Ensemble Elyma dir. Gabriel Garrido, 	Tactus 	TC 580401
- Madrigali e Canzonette, Maria Cristina Kiehr soprano, Concerto Soave dir. Jean-Marc Aymes, Harmonia Mundi HMC-901774
- Madrigali, Nella Anfuso, CD Stilnovo 8828
- Le musiche da cantar solo, Libro V (Venice 1623), Maurizia Barazzoni soprano, Sandro Volta liuto, Tactus TC 580402
- Olympia's Lament (il Lamento d'Olimpia e altri brani per soprano e basso continuo + Monteverdi), Emma Kirkby soprano, Antony Rooley liuto, Hyperion

- Duetti,Lamenti & Madrigali

CONCERTO VOCALE
J.Nelson soprano - R.Jacobs haute-contre - W.Kuijken basse de viole- W.Christie clavecin et orgue - K.Junghanel tiorbe.
```
harmonia mundi HMA 1901011
```